# 葉芾棠
葉芾棠（?—?），福建省福州府侯官縣（今福建省福州市）人，清朝政治人物、進士出身。
光緒元年，中舉；光緒二十一年，登進士，同年五月，改翰林院庶吉士。光緒二十四年四月，散館，授翰林院編修。光緒二十七年，任國史館協修官。光緒三十二年，任江西道監察御史。后改陝西道監察御史。光緒三十四年，任河南道監察御史。